# دراژنوو
دراژنوو (به چکی: Draženov) یک منطقهٔ مسکونی در جمهوری چک است که در ناحیه دوماژلیتسه واقع شده‌است. دراژنوو ۶٫۷۲ کیلومتر مربع مساحت و ۳۹۷ نفر جمعیت دارد و ۴۵۱ متر بالاتر از سطح دریا واقع شده‌است.